# Battlelore
Battlelore es una banda de origen finlandés de metal formada en el año 1999. Sus letras suelen hacer referencia a la obra literaria de J. R. R. Tolkien.

## Historia
Jyri Vahvanen y Miika Kokkola fundaron Battlelore en 1999. Su primer disco de promoción, Warrior's Tale, fue publicado ese mismo año, siendo acogido por una pequeña base de fans. Con la publicación de Dark Fantasy, su segunda demo, el grupo llamó la atención de Napalm Records, y también presentó a los entonces nuevos miembros de Battlelore: Kaisa Jouhki como la nueva cantante femenina, Henri Vahvanen a la batería y Maria como teclista. A petición del sello, en otoño de 2001 Battlelore registró su debut ...Where the Shadows Lie con el productor Miitri Aaltonen. Poco después de esto, debido a motivos personales, el vocalista y guitarrista Tommi Havo dejó la banda, siendo sustituido por Jussi Rautio, quien ocupó solo el papel de guitarrista, por lo que la banda dejó a dos vocalistas (Kaisa Jouhki y Patrik Mennander).
El segundo álbum de estudio de Battlelore, Sword's Song, fue editado en la primavera de 2003, y significó un cambio de estilo y un punto de inflexión en la banda. Sword's Song también fue registrado en los Estudios de Música-Bros bajo la dirección de Miitri Aaltonen. El éxito concebido por este trabajo hizo que Battlelore emprendiera su primera gira alrededor de Europa. 
El primer DVD de Battlelore The Journey presenta el espectáculo en vivo y enérgico en el club Tavastia, y fue publicado en el invierno de 2004.
En el mes de agosto de 2004 Battlelore soportó otro cambio de alineación. Patrik Mennander abandonó el grupo en mitad de una gira por Alemania. Battlelore finalizó esta gira con músicos de apoyo, y de vuelta a Finlandia contrató a Tomi Mykkänen y al bajista Timo Honkanen, que reemplazó a Miika Kokkola (temporalmente ausente, aunque acabaría dejando el grupo de manera definitiva).

## Miembros
- Kaisa Jouhki: voz;
- Tomi Mykkänen: voz;
- Jussi Rautio: guitarra;
- Jyri Vahvanen: guitarra;
- Timo Honkanen: bajo;
- Maria Honkanen: teclado y flauta;
- Henri Vahvanen: batería.

## Discografía
- Warrior's Tale (promo 1, 1999)
- Dark Fantasy (promo 2, 2000)
- ...Where the Shadows Lie (2002)
- Sword's Song (2003)
- Third Age of the Sun (2005)
- Evernight (2007)
- The Last Alliance (2008)
- Doombound (2011)
- The Return of the Shadow (2022)

### DVD
- The Journey (2004)

### Sencillos
- «Journey to Undying Lands» (2002)
- «Storm of the Blades» (2005)
- «House of Heroes» (2007)
- «Third Immortal» (2008)